# Ашлапов, Николай Иванович
Никола́й Ива́нович Ашла́пов (род. 23 января 1962 года) — российский государственный деятель и предприниматель. Бывший заместитель министра регионального развития России (в 2008—2009 годах), и. о. губернатора Красноярского края (в 2002 году), депутат Государственной думы четвёртого созыва (в 2003—2006 годах). Член партии «Единая Россия». Председатель Совета директоров «Независимая генерирующая компания». С августа 2014 года Президент Компании ЗАО «АМД»

## Биография
Дата рождения 23 января 1962 г. Родился в деревне Сучково Большеулуйского района Красноярского края.

1979—1980 гг. — учёба в техническом училище № 9 г. Ачинска.

1980—1985 гг. — учёба в Красноярском политехническом институте, теплоэнергетический факультет, специальность инженер — промтеплоэнергетик.

### Трудовая деятельность
1984—1985 г. — Ачинский глинозёмный комбинат, мастер в котельном цехе теплоэлектроцентрали по направлению МЦМ СССР.

1985—1993 г. — секретарь комитета ВЛКСМ «АГК», директор молодёжного центра «Меркурий», впоследствии переименованного в производственно-коммерческую фирму «Меркурий».

1993—1995 г. — генеральный директор фирмы «Маркет», впоследствии переименованной в промышленно-финансовую компанию «Святогор».

1995—2000 г. — председатель Совета директоров ОАО «Ачинский глинозёмный комбинат».

1998—1999 г. — исполнял обязанности главы г. Ачинска.

2000—2002 г. — представитель компании «Русский Алюминий» в Красноярском крае.

04.02.2002. — 29.04.2002 г. — первый заместитель Губернатора Красноярского края.

29.04.2002 — 3.10. 2002 г. — исполняющей обязанности Губернатора края после гибели в авиакатастрофе губернатора Александра Лебедя и до избрания Александра Хлопонина.

С 14.10.2002 г. представитель ООО «Евросибэнерго» в Красноярском крае.

С 26.12.2002 г. Председатель «Союза промышленников и предпринимателей Красноярского края».

22.05 2003 г. избран Председателем совета директоров Красноярской ГЭС.

### Депутат Государственной думы
07. 12. 2003 г. избран депутатом Госдумы РФ IV созыва от регионального отделения партии «Единая Россия». 5 апреля 2006 года сложил депутатские полномочия в связи с назначением на должность Первого вице-президента — исполнительного директора ОАО "Холдинговая компания «Главмосстрой». Мандат был передан Борису Мартынову.

C апреля по июнь 2006 года — исполнительный директор и вице-президент ОАО «Главмосстрой».

С июня по октябрь 2006 года — генеральный директор ОАО «Главмосстрой».

В 2007—2008 годах — генеральный директор ФГУ «Дальневосточная дирекция Росстроя».

15 июля 2008 г. назначен заместителем министра регионального развития РФ.

С июня 2011 года — начальник ФГУП «Главное управление строительства дорог и аэродромов Федерального агентства специального строительства».

С октября 2012 по январь 2013 — начальник ФГУП «Спецстройинжиниринг при Федеральном агентстве специального строительства».

C 2013 года — председатель Совета директоров «Независимая генерирующая компания».
В августе 2025 года суд освободил Николая Ашлапова от наказания по уголовному делу о хищении 1,7 млрд рублей на реконструкции аэропорта Елизово в Петропавловске-Камчатском. Суд вынес ему обвинительный приговор, однако срок давности по делу уже истек.

## Награды
Награждён орденом Дружбы, Почётной грамотой Правительства Российской Федерации, знаком «Почётный строитель Российской Федерации», орденом Серафима Саровского III степени.
Благодарность Правительства Российской Федерации (17 апреля 2006 года) — за активное участие в законотворческой деятельности, развитии парламентаризма в Российской Федерации и в связи со 100-летием образования Государственной Думы в России

## Семья и увлечения
Женат, имеет пятерых детей.

## Обвинения со стороны Алексея Навального
В ноябре 2013 года Алексей Навальный в своём блоге заявил, что Ашлапов имеет два незадекларированных дачных участка на территории Московской области.
Ашлапов ответил, что не собирается разбираться с Навальным, поскольку не является депутатом или госслужащим: "Я уже пятый год не чиновник и ни перед кем, ни за что не должен отчитываться. Когда был чиновником, все доходы и имущество декларировал.
По информации блогера, стоимость имения Ашлапова в деревне Лешково Истринского района Московской области составляет примерно 178 млн руб.